# Euphrosine pelagica
Euphrosine pelagica är en ringmaskart som beskrevs av Horst 1903. Euphrosine pelagica ingår i släktet Euphrosine och familjen Euphrosinidae. Inga underarter finns listade i Catalogue of Life.